# Эпигоны (Софокл)
«Эпигоны» (др.-греч. Ἐπίγονοι) — трагедия древнегреческого драматурга Софокла (V век до н. э.) на тему фиванских мифов, текст которой утрачен за исключением ряда коротких отрывков (фрг. 185—198 Radt).
В пьесе рассказывалось о походе на Фивы эпигонов — сыновей Семерых. Наверняка много места уделялось подготовке к походу, когда Эрифила, подкупленная Ферсандром, побудила присоединиться к эпигонам своего сына Алкмеона. У Софокла была ещё трагедия «Эрифила», которая должна была тесно примыкать к «Эпигонам» (если бы не упоминание обеих пьес у Стобея, антиковеды могли бы подумать, что это два названия одного и того же произведения).
Римский драматург Луций Акций создал латинскую переработку трагедии под тем же названием.